# Érmihályfalva
Érmihályfalva (románul: Valea Lui Mihai) határváros a romániai Bihar megye nyugati részén a Nagyvárad–Szatmárnémeti vasút és közút vonalán. Nyírábránnyal szintén vasút és közút köti össze.

## Fekvése
Érmihályfalva Románia nyugati részén, Nagyváradtól északnyugati irányban mintegy 66 km távolságra, a magyar-román államhatártól 9 km-re fekszik.

## Története
A város első írásos említése 1270. augusztus 20-áról származik, ekkor Michal alakban írták. A Turul nemzetségbeli Turul ispán birtoka volt, mely 1270-ben már két faluból álló település volt.
1312-ben Károly Róbert királytól vámszedési jogot kapott. A város nevét akkor többféle módon írták, például: Nogh Myhalfalva vagy Nogmyhal. Hunyadi Mátyás uralkodása alatt a 18 bihar vármegyei város egyike volt. 1459-ben vásártartási jogot kapott. 1587-ben az Oszmán Birodalom megszállta a várost, a lakosság elmenekült. Miután a törökök elmentek, a lakosság visszatért és református hitre tért. A templomát újraépítették, az 1491-ben Nagyváradon öntött harangja a mai napig megtalálható a város templomjában.
A 15-16. századokban lakossága igen csekély számú volt. 1880-ban 1594 lakosa volt, teljesen magyar. Az 1910-es népszámlálás szerint a lakosság 58,1%-a volt református, 19,2%-a izraelita, és 11,3%-a görögkatolikus. 1880-ban, 1930-ban és 1989-ben többször visszakapta városi jogállását.
Az 1871-ben épített, Szatmár-Debrecen városokat összekötő vasút, majd pedig az 1887-ben épített Nagyvárad-Debrecen városokat összekötő vasút is érintette a várost.
Az első világháború végétől Románia része volt. A második bécsi döntés visszaítélte Magyarországnak egy rövid időre. 1945-től újra Románia része lett.
A kommunista diktatúra idejében a városban fontos iparosítás folyt, több gyárat építettek. 2002-ben 10324 lakosából 8757 magyar (84,82%), 1442 román, 95 roma és 30 egyéb volt.

### Pusztaapáti
Mára már elpusztult település, mely egykor Érmihályfalva (Mihályfalva) közelében állott, és ma Apáti dűlő néven, mint határrész található. Pusztaapáti nevét 1327-ben említette először oklevél Apathy alakban írva, mikor a Turul nemzetséghez tartozó Nagymihályi Lőrinc fia Gergely kapta adományba a neve után ítélve eredetileg egyházi birtokot. 1520-ban Kysapathy, 1552-ben Pwztha Apathy írásmóddal említették.
1351-ben Olaszi Chine Marót, Turul Gergely leányának Margitnak férje kapta meg hozományként a birtokot. A 16. században, a török időkben a falu elnéptelenedett. Az egykori színmagyar lakosságú településen az 1520-1569 évekből fennmaradt családnevek: Bartha, Burján, Kis, Mátyás, Nagy, Pajsgyártó, Pál, Tar és Veress.

### Tótfalu
Mára Érmihályfalva határába olvadt egykori település. A települést 1329-ben említette először Tóthteluk alakban írva, mint a Turul nemzetség birtokát, 1349-ben nevét Tóthfalwnak írták. Az egykor önálló, templommal is rendelkező település a 16. században Érmihályfalvába (Mihályfalva) olvadt bele.

## Népesség
A település népességének változása:
| Lakosok száma | 10 505 | 10 324 | 9902 | 8969 |
|               | 1992   | 2002   | 2011 | 2021 |

## Közlekedés
A települést érinti a Nagyvárad–Székelyhíd–Érmihályfalva–Nagykároly–Szatmárnémeti–Halmi–Királyháza-vasútvonal.

## Nevezetességei
- Bocskai István mellszobra (2000)
- A 20. század hőseinek és áldozatainak emlékműve (2004)
- Az 1956-os "Érmihályfalvi csoport" emlékműve (2006)
- Református templom, Római katolikus templom,Ortodox templom
- Bujanovics ,Bernáth kastély
- Zsinagóga
- "Andrássy Ernő" Városi Néprajzi és Történelmi Múzeum: A múzeum Dr. Andrássy Ernő nevét viseli, aki a helység híres szülötte (1894-1968), orvos, ornitológus és régész volt. A múzeum rendelkezik egy dr. Andrássy Ernő személyes tárgyaiból álló kollekcióval, és néprajzi vonalon pedig olyan háztartásbeli és egyéb használati eszközökkel, melyek a XX. század eleji falusi kultúrába adnak betekintést.

## Híres személyiségek, akik itt születtek vagy tevékenykedtek

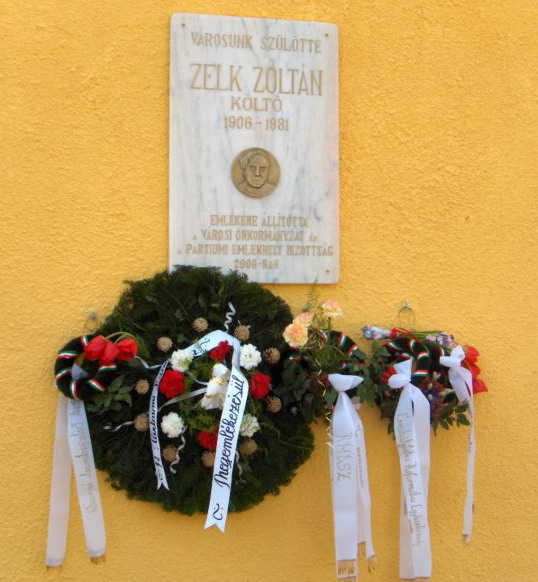
Zelk Zoltán emléktáblája a városi könyvtár oldalán

- Csűry István (1956. szeptember 7.) református lelkész, a Királyhágómelléki református egyházkerület püspöke
- Kuthy Lajos (1813–1864) próza- és drámaíró
- Andrássy Ernő (Szalacs, 1894 – Érmihályfalva, 1968) orvos, ornitológus, régész, az „Érmellék utolsó polihisztora”
- Sass Kálmán (1904-1958) református lelkipásztor, 1956-os mártír
- Hollós István (Érmihályfalva, 1906. augusztus 8. – Szamosújvár, 1958. december 2.) jogász, '56-os mártír.
- Zelk Zoltán (1906–1981) József Attila és Kossuth-díjas költő, prózaíró.
- Máté Imre (1936–1989) költő
- Sass István (Érmihályfalva, 1945. április 3.) matematikus és csillagász.
- Nagy E. József (Érmihályfalva, 1951. május 30.) vegyészmérnök, egyetemi docens, szakíró, műfordító.

## Rendezvények, kulturális csoportok
- Nyíló Akác Napok (1992–), városnapok
- Nyíló Akác Néptánccsoport (1985–), határon túl is elismert néptáncegyüttes
- Gödör Gasztró Galéria Irodalmi Stúdió (GGG), szavaló- és színjátszó csoport
- Móka színjátszó csoport (2000)
- Dióverő Szíp Napok (2007–), őszi városnapok
- Érmellék 2009 - fotóklub (Alakulás éve: 2009)
- Érmelléki Kézműves Napok (2013 - )

## Testvérvárosok
- Hajdúnánás, Magyarország
- Hajdúböszörmény, Magyarország
- Derecske, Magyarország
- Debrecen, Magyarország
- Balmazújváros, Magyarország
- Tornalja, Szlovákia